# Sara Caiazzo
Sara Caiazzo (Napoli, 22 aprile 2003) è una calciatrice italiana, difensore del Sassuolo.

## Carriera
Sara Caiazzo nasce e cresce calcisticamente a Napoli, ove nel 2017, all'età di 14 anni, entra a far parte sia delle giovanili sia della prima squadra della Virtus Partenope, disputando giovanissima il campionato di Serie B.
Nell'estate del 2018 si accasa al Napoli, in Serie C, segnando due gol nel corso della stagione.
Le prestazioni calcistiche di Caiazzo susciteranno l'interesse della Juventus, che così nella sessione di mercato estiva del 2019 decide di ingaggiare il difensore per la squadra Primavera. Proprio con il club bianconero Sara compie il proprio esordio in Serie A, il 23 maggio 2021, subentrando al 73' nella vittoria per 5-0 contro l'Inter. Con la prima squadra effettua inoltre due incontri di Coppa Italia.
Nel 2022 la Juventus gira Caiazzo in prestito al Parma, ove la giocatrice effettuerà cinque presenze nel corso del girone d'andata, salvo poi essere rigirata in prestito al Pomigliano per il girone di ritorno. Rimane in prestito alla formazione granata anche per la stagione 2023-2024, lungo cui colleziona 23 presenze, tutte da titolare, nonostante la retrocessione del club in Serie B.
Il 12 luglio 2024 viene annunciato il suo trasferimento a titolo definitivo al Sassuolo, sempre in Serie A. Segna la sua prima rete il 6 novembre seguente, nella vittoria per 2-0 di Coppa Italia ai danni del Cesena.

## Statistiche
Statistiche aggiornate all'11 maggio 2025.
| Stagione          | Squadra           | Campionato        | Campionato | Campionato | Coppe nazionali | Coppe nazionali | Coppe nazionali | Coppe continentali | Coppe continentali | Coppe continentali | Altre coppe | Altre coppe | Altre coppe | Totale | Totale |
| Stagione          | Squadra           | Comp              | Pres       | Reti       | Comp            | Pres            | Reti            | Comp               | Pres               | Reti               | Comp        | Pres        | Reti        | Pres   | Reti   |
| ----------------- | ----------------- | ----------------- | ---------- | ---------- | --------------- | --------------- | --------------- | ------------------ | ------------------ | ------------------ | ----------- | ----------- | ----------- | ------ | ------ |
| 2017-2018         | Virtus Partenope  | B                 | ?          | ?          | CI              | ?               | ?               | -                  | -                  | -                  | -           | -           | -           | ?      | ?      |
| 2018-2019         | Napoli            | C                 | ?          | 2          | CIC             | ?               | ?               | -                  | -                  | -                  | -           | -           | -           | ?      | ?      |
| 2019-2020         | Juventus          | A                 | 0          | 0          | CI              | 0               | 0               | -                  | -                  | -                  | -           | -           | -           | 0      | 0      |
| 2020-2021         | Juventus          | A                 | 1          | 0          | CI              | 2               | 0               | -                  | -                  | -                  | -           | -           | -           | 3      | 0      |
| 2021-2022         | Juventus          | A                 | 0          | 0          | CI              | 0               | 0               | -                  | -                  | -                  | -           | -           | -           | 0      | 0      |
| Totale Juventus   | Totale Juventus   | Totale Juventus   | 1          | 0          | -               | 2               | 0               | -                  | -                  | -                  | -           | -           | -           | 3      | 0      |
| 2022-gen. 2023    | Parma             | A                 | 5          | 0          | CI              | 1               | 0               | -                  | -                  | -                  | -           | -           | -           | 6      | 0      |
| gen.-giu. 2023    | Pomigliano        | A                 | 2          | 0          | CI              | 2               | 0               | -                  | -                  | -                  | -           | -           | -           | 4      | 0      |
| 2023-2024         | Pomigliano        | A                 | 23         | 0          | CI              | 1               | 1               | -                  | -                  | -                  | -           | -           | -           | 24     | 1      |
| Totale Pomigliano | Totale Pomigliano | Totale Pomigliano | 25         | 0          | -               | 3               | 1               | -                  | -                  | -                  | -           | -           | -           | 28     | 1      |
| 2024-2025         | Sassuolo          | A                 | 17         | 0          | CI              | 4               | 1               | -                  | -                  | -                  | -           | -           | -           | 21     | 1      |
| 2025-2026         | Sassuolo          | A                 | -          | -          | CI              | -               | -               | -                  | -                  | -                  | AWC         | -           | -           | -      | -      |
| Totale Sassuolo   | Totale Sassuolo   | Totale Sassuolo   | 17         | 0          | -               | 4               | 1               | -                  | -                  | -                  | -           | -           | -           | 21     | 1      |
| Totale carriera   | Totale carriera   | Totale carriera   | 48+        | 2+         | -               | 10+             | 2+              | -                  | -                  | -                  | -           | -           | -           | 58+    | 4+     |

## Palmarès

### Club
Campionato italiano: 3 
Juventus: 2019-2020, 2020-2021, 2021-2022
 Coppa Italia: 1 
Juventus: 2021-2022
Supercoppa italiana: 3 
Juventus: 2019, 2020, 2021